# Rainbow (머라이어 캐리의 음반)
《Rainbow》는 미국 가수 머라이어 캐리의 일곱 번째 정규 앨범으로, 1999년 11월 2일 미국에서 컬럼비아 레코드를 통해 발매되었다. 이 앨범은 1997년작 《Butterfly》의 연장선상에 있는 작품으로, 캐리가 새로운 이미지를 채택하고 도시적 컨템퍼러리 시장으로 완전히 전환한 이후 발표된 음반이다. 《Rainbow》는 힙합의 영향을 받은 알앤비 트랙과 다양한 발라드 곡들로 구성되어 있다. 캐리는 이번 앨범에서 1990년대 내내 함께 작업했던 주요 발라드 프로듀서 월터 아파나시에프를 대신해 지미 잼 & 테리 루이스와 주로 앨범을 프로듀싱했다. 당시 소니 뮤직 CEO였던 토미 모톨라와의 이혼으로 인해, 캐리는 이번 앨범에서 음악적 방향성에 더 많은 통제권을 가졌으며, 제이지, 스눕 독, 마스터 P, 미스티컬을 비롯한 여러 힙합 아티스트들 및 여성 래퍼 다 브랫, 미시 엘리엇과 협업했다. 이외에도 조, 어셔, 보이밴드 98 디그리스와의 협업도 포함되어 있다.
《Butterfly》에서 머라이어 캐리는 알앤비와 힙합 등 여러 장르를 자신의 음악적 레퍼토리에 도입하기 시작했다. 음악적 지평을 더욱 넓히기 위해, 캐리는 이번 앨범의 리드 싱글에 제이지를 피처링으로 참여시켰는데, 이는 그녀의 커리어에서 리드 싱글에 다른 아티스트가 참여한 첫 사례였다. 캐리는 이번 앨범에서 팝보다는 알앤비에 가까운 스타일의 발라드를 작곡했으며, 〈Crybaby〉와 〈How Much〉 등의 곡에서 각각 스눕 독과 어셔와 협업했다. 이 곡들은 모두 강한 알앤비 비트와 그루브가 특징이다. 이 시기에 캐리가 작곡한 발라드 가운데 〈Thank God I Found You〉 (테리 루이스와 공동 작곡)와 〈After Tonight〉 (다이앤 워런과 공동 작곡)은 그녀의 개인적인 감정을 반영한 곡들이다.
이 앨범에서는 총 다섯 개의 싱글이 발매되었으며, 그 중 두 곡이 《빌보드》 핫 100에서 1위를 차지하면서 《Rainbow》는 그녀의 일곱 번째 정규 앨범 연속으로 1위 싱글을 배출한 앨범이 되었다. 앨범의 리드 싱글 〈Heartbreaker〉는 캐리의 통산 14번째 《빌보드》 핫 100 1위 곡이 되었고, 캐나다와 뉴질랜드에서도 정상을 차지했다. 조와 98 디그리스가 피처링한 〈Thank God I Found You〉 역시 핫 100에서 1위를 기록했지만, 국제 차트에서는 다소 평범한 성적을 거두었다. 다음 두 싱글인 〈Can't Take That Away (Mariah's Theme)〉와 스눕 독이 참여한 〈Crybaby〉는 더블 A 사이드로 발매되었으며, 해당 곡들을 둘러싸고 캐리와 소니 뮤직 간의 공개적인 갈등이 벌어졌다. 이는 소속사가 이 싱글들을 충분히 홍보하지 않았다는 캐리의 주장 때문이다. 필 콜린스의 곡을 커버한 〈Against All Odds (Take a Look at Me Now)〉는 웨스트라이프와의 협업으로 아일랜드, 스코틀랜드, 영국 싱글 차트에서 1위를 기록했다.
《Rainbow》는 음악 평론가들로부터 대체로 긍정적인 평가를 받았으며, 특히 캐리가 알앤비와 힙합을 수용한 점에 대해 호평이 이어졌다. 이 앨범은 첫 주에 32만 3천 장을 판매하며 미국 《빌보드》 200 차트에서 2위로 데뷔했는데, 이는 1991년 《Emotions》 이후 처음으로 1위를 놓친 비-홀리데이 정규 앨범이었다. 그러나 발매 한 달 만에 미국 음반 산업 협회로부터 트리플 플래티넘 인증을 받으며 미국 내 출하량 300만 장을 돌파했다. 해외에서는 프랑스와 그리스에서 1위를 기록했으며, 호주, 오스트리아, 벨기에, 네덜란드, 독일, 일본, 스위스 등 여러 국가에서 톱 5에 진입했다. 전 세계적으로 《Rainbow》는 약 800만 장의 판매고를 올린 것으로 추산된다.

## 곡 목록
| #            | 제목                                                            | 작사                                                                                            | 작곡                                                                                            | 편곡                                             | 재생 시간 |
| ------------ | --------------------------------------------------------------- | ----------------------------------------------------------------------------------------------- | ----------------------------------------------------------------------------------------------- | ------------------------------------------------ | --------- |
| 1.           | 〈Heartbreaker〉 (피처링 제이지)                                | 머라이어 캐리 제이Z 셜리 엘리스톤 링컨 체이스 마이클 월든 제프리 코언                           | 머라이어 캐리 제이Z 셜리 엘리스톤 링컨 체이스 마이클 월든 제프리 코언                           | 머라이어 캐리 DJ 클루?                           | 4:46      |
| 2.           | 〈Can't Take That Away〉 (Mariah's Theme)                       | 머라이어 캐리 다이앤 워런                                                                       | 머라이어 캐리 다이앤 워런                                                                       | 머라이어 캐리 지미 잼 앤드 테리 루이스           | 4:33      |
| 3.           | 〈Bliss〉                                                       | 머라이어 캐리 지미 잼 앤드 테리 루이스 빅 짐                                                    | 머라이어 캐리 지미 잼 앤드 테리 루이스 빅 짐                                                    | 머라이어 캐리 지미 잼 앤드 테리 루이스           | 5:44      |
| 4.           | 〈How Much〉 (ft. 어셔)                                         | 머라이어 캐리 브라이언 마이클 콕스 저메인 듀프리 투팍 샤커 타이론 라이스 리키 루즈              | 머라이어 캐리 브라이언 마이클 콕스 저메인 듀프리 투팍 샤커 타이론 라이스 리키 루즈              | 머라이어 캐리 브라이언 마이클 콕스 저메인 듀프리 | 3:31      |
| 5.           | 〈After Tonight〉                                               | 머라이어 캐리 다이앤 워런 데이비드 포스터                                                       | 머라이어 캐리 다이앤 워런 데이비드 포스터                                                       | 머라이어 캐리 데이비드 포스터                    | 4:16      |
| 6.           | 〈X-Girlfriend〉                                                | 머라이어 캐리 칸디 부르루스 케빈 "쉬크스페어" 브릭스                                            | 머라이어 캐리 칸디 부르루스 케빈 "쉬크스페어" 브릭스                                            | 머라이어 캐리 케빈 "쉬크스페어" 브릭스           | 3:58      |
| 7.           | 〈Heartbreaker〉 (Remix) (ft. 다 브랫 · 미시 엘리엇 · DJ 클루?) | 머라이어 캐리 다 브랫 미시 엘리엇 리카르도 에마누엘 브라운 워렌 G 닥터 드레 나다니엘 헤일       | 머라이어 캐리 다 브랫 미시 엘리엇 리카르도 에마누엘 브라운 워렌 G 닥터 드레 나다니엘 헤일       | 머라이어 캐리 스눕 독 미시 엘리엇                | 4:32      |
| 8.           | 〈Vulnerability〉 (Interlude)                                   | 머라이어 캐리                                                                                   | 머라이어 캐리                                                                                   | 머라이어 캐리                                    | 1:12      |
| 9.           | 〈Against All Odds (Take a Look at Me Now)〉 (필 콜린스 원곡)   | 필 콜린스                                                                                       | 필 콜린스                                                                                       | 머라이어 캐리 지미 잼 앤드 테리 루이스           | 3:25      |
| 10.          | 〈Crybaby〉                                                     | 머라이어 캐리 하우이 허시 스눕 독 트레이 로렌츠 티모시 개틀린 진 그리핀 애런 홀 III 테디 라일리 | 머라이어 캐리 하우이 허시 스눕 독 트레이 로렌츠 티모시 개틀린 진 그리핀 애런 홀 III 테디 라일리 | 머라이어 캐리 다미자                             | 5:20      |
| 11.          | 〈Did I Do That?〉 (ft. 미스티컬 · 마스터 P)                    | 머라이어 캐리 크레이그 바질 조셉 존슨 트레이시 워플스 조셉 스모키 로빈슨 와델 조셉 케즈게       | 머라이어 캐리 크레이그 바질 조셉 존슨 트레이시 워플스 조셉 스모키 로빈슨 와델 조셉 케즈게       | 머라이어 캐리 트레이시 워플스                    | 4:16      |
| 12.          | 〈Petals〉                                                      | 머라이어 캐리 지미 잼 앤드 테리 루이스 빅 짐                                                    | 머라이어 캐리 지미 잼 앤드 테리 루이스 빅 짐                                                    | 머라이어 캐리 지미 잼 앤드 테리 루이스 빅 짐     | 4:23      |
| 13.          | 〈Rainbow〉 (Interlude)                                         | 머라이어 캐리 지미 잼 앤드 테리 루이스                                                          | 머라이어 캐리 지미 잼 앤드 테리 루이스                                                          | 머라이어 캐리 테리 루이스                        | 1:32      |
| 14.          | 〈Thank God I Found You〉 (피처링 조 · 98 디그리스)             | 머라이어 캐리 지미 잼 앤드 테리 루이스                                                          | 머라이어 캐리 지미 잼 앤드 테리 루이스                                                          | 머라이어 캐리 테리 루이스                        | 4:17      |
| 총 재생 시간 | 총 재생 시간                                                    | 총 재생 시간                                                                                    | 총 재생 시간                                                                                    | 총 재생 시간                                     | 55:49     |

## 차트

### 주간 차트
| 차트                    | 최고순위 |
| ----------------------- | -------- |
| 미국 (빌보드 200)       | 2        |
| 일본 (오리콘 앨범 차트) | 2        |

### 연간 차트
| 차트              | 최고순위 |
| ----------------- | -------- |
| 미국 (빌보드 200) | 31       |